# Wypędzenie przekupniów ze świątyni (obraz Lucasa Cranacha starszego)
Wyrzucenie przekupniów ze świątyni (niem. Vertreibung der Wechsler aus dem Tempel) – obraz niemieckiego malarza Lucasa Cranacha starszego, znajdujący się w zbiorach Państwowych Zbiorów Sztuki w Dreźnie. Jest częścią ołtarza z Mölbis; skrzydła boczne nie zachowały się.

## Opis obrazu
Obraz ilustruje wydarzenia opisane w Nowym Testamencie, w Ewangelii Mateusza (Mt.21,12) i Marka (Mk. 11,15), w sztuce niemieckiej bardzo rzadko ilustrowane. Inspiracją dla Cranacha mogło być inne dzieło stworzone w 1481 roku przez Michaela Pachera, znajdujące się w kościele św. Wolfganga w St. Wolfgang im Salzkammergut i będące jednym ze skrzydeł znajdującego się tam ołtarza. Cranach mógł ten obraz widzieć podczas swojej podróży do Wiednia. Tematyka obrazu wpisywała się w reformatorskie idee: Chrystus nie zgadza się, by świątynia była miejscem handlu odpustami i finansowych interesów; przepędza więc kupców i lichwiarzy przy pełnym poparciu i podziwie apostołów.
Po lewej stronie filaru Cranach przedstawił portret swojej żony, Barbary Brengebier.

## Proweniencja
Obraz został przeniesiony do drezdeńskich zbiorów muzealnych z kościoła w Mölbis (miejscowość włączona później do miasta Rötha).